# Munychryia
Munychryia là một chi bướm đêm thuộc họ Anthelidae.

## Loài
- Munychryia senicula Walker, 1865
- Munychryia periclyta Common & McFarland, 1970